# Rentonium daldiniae
Rentonium daldiniae is een keversoort uit de familie schorsknaagkevers (Trogossitidae). De wetenschappelijke naam van de soort werd in 1966 gepubliceerd door Roy Crowson.